# Khadamat Rafah SC
El Khadamat Rafah Sports Club (àrab: نادي خدمات رفح, Nādī Ḫadamāt Rafaḥ, ‘Club de Serveis de Rafah’) és un club de futbol palestí amb seu a Rafah, que juga a la Lliga de Gaza de futbol.
El club va ser fundat el 1951.

## Palmarès
- Lliga palestina de futbol:[3]
  - 1996, 1998

- Lliga de Gaza de futbol:[3]
  - 1995-96, 1997-98, 2005-06, 2015-16, 2018-19, 2019-20, 2020-21

- Copa palestina de futbol:[3]
  - 1997

- Copa de Gaza de futbol:[3]
  - 1997, 2013-14, 2018-19

- Supercopa de Gaza de futbol:[3]
  - 2016